# Agaricales
Agaricales (Lucien Marcus Underwood, 1899) din încrengătura Basidiomycota, în clasa Agaricomycetes și subclasa Agaricomycetidae este cel mai mare ordin de ciuperci cu global 33 de familii recente, 413 genuri, și 13.200 de specii, împreună cu șase genuri dispărute, cunoscute doar din fosile. În acest ordin a cărui specii au însușiri preponderent saprofite și /sau parazitare, se găsesc unele foarte gustoase, între altele Agaricus campestris, Amanita caesarea, Calvatia gigantea sau Clitopilus prunulus, dar de asemea unele letale, ca de exemplu Amanita phalloides, Cortinarius orellanus, Inocybe erubescens sau Galerina marginata.

## Istoric

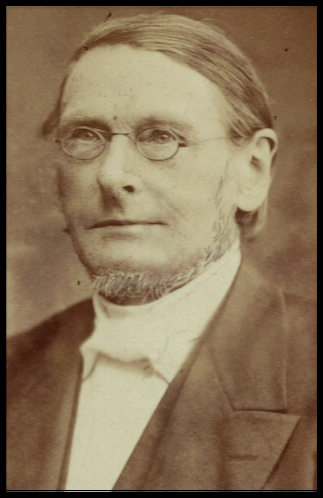
Paul Kummer

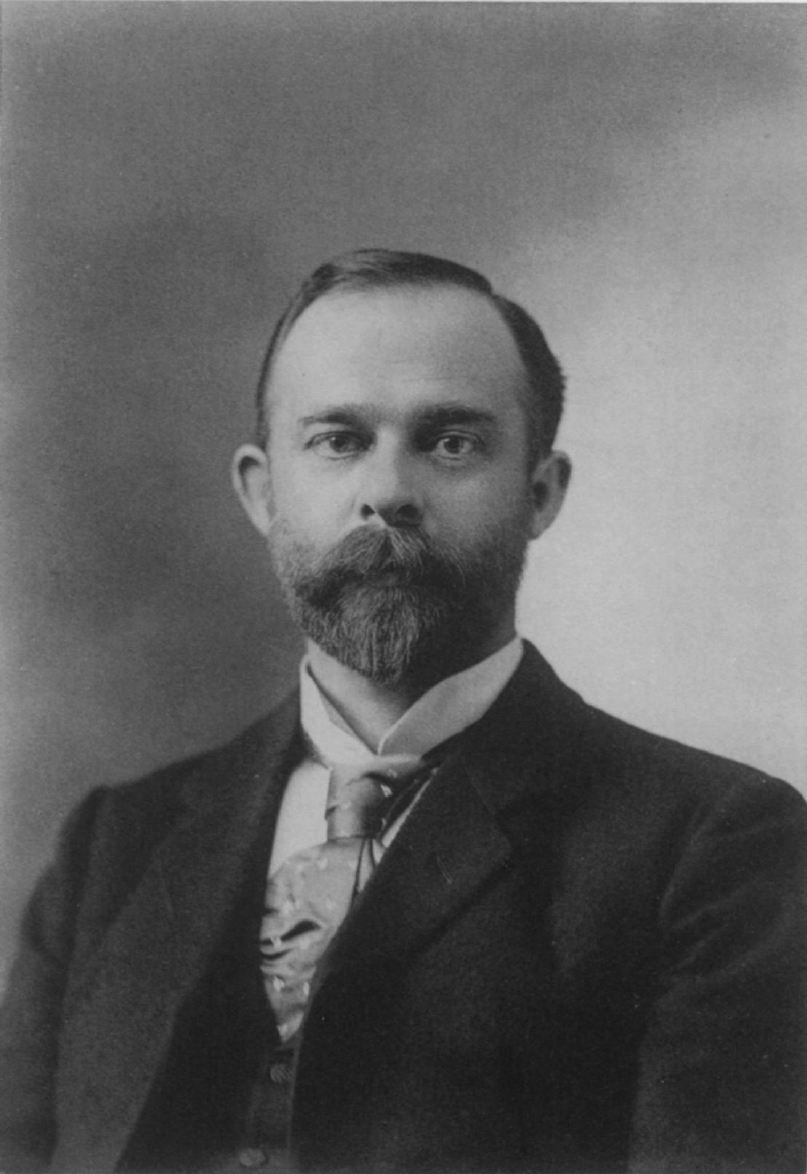
L. Underwood

Genul de diversificare cea mai veche (între 178 și 139 milioane de ani), începând din timpul perioadei geologice în Jurasic este Agaricus. Mai multe alte genuri sunt cunoscute deja din Cretacicul timpuriu de acum 113 milioane de ani, în diferență, genul Boletus, de exemplu, a apărut de abia între 44 și 34 milioane de ani în urmă.
Ordinul a fost determinat de botanistul și micologul american Lucien Marcus Underwood (1853-1907) în lucrarea sa Moulds, mildews and mushrooms din 1899.  Dar istoria este parțial mai veche, parțial mai nouă.
Mai întâi, renumitul savant suedez Elias Magnus Fries a alocat aproape toate ciupercile cărnoase genului Agaricus în familia Agaricaceae, împărțind genul devenit astfel foarte mare în triburi numeroase, unele dintre ele încă existând ca un gen comun în zilele noastre. Mai târziu a ridicat unele dintre aceste triburi la nivel generic. Fries a bazat clasificarea lui pe caractere macroscopice ale corpurilor fructifere, în special pe culoarea de imprimare a sporilor. Toate cunoașterile sale referitoare, cu care a sancționat nomenclatura binară a lui Carl von Linné și pentru ciuperci, le-a publicat în cele trei volume ale operei sale Systema mycologicum între anii 1821 și 1829.
În ultima jumătate a secolului al XIX-lea, s-a dovedit prin studii microscopice, că mai multe dintre grupările lui Fries au fost incorecte. De acea, micologi cunoscuți, au transferat multe soiuri la familii noi create, în primul rând Paul Kummer (Clitocybe, Entoloma, Hebeloma, Hygrocybe, Tricholoma ș. a.), dar și  Lucien Quélet (Panaeolus, Psathyrella ș. a.) sau Friedrich Staude (Armillaria). Mai multe alte genuri au fost orânduite în noi familii de ciuperci de micologul francez Narcisse Théophile Patouillard (între altele Lacrymaria, Leucocoprinus și Melanoleuca). Pe această bază nouă, Underwood a definit în sfârșit ordinul Agaricales.
Studii filogenetice moleculare au demonstrat că speciile ale ordinului Agaricales s-au evoluat de la un strămoș comun, fiind în aserțiune aproximativ echivalente cu Agaricales sensu stricto ale lui Rolf Singer. Un studiu recent (2006), realizat de Brandon Matheny și colegii săi, a folosit secvențe de acid nucleic, reprezentând șase regiuni genetice din 238 specii în 146 genuri, pentru a explora gruparea filogenetică în Agaricales. Analiza a arătat că majoritatea speciilor testate pot fi grupate în șase clade (vezi mai jos). Prin aceste studii s-a dovedit de asemenea, că Paxillus involutus și Hygrophoropsis aurantiaca prezintă o afinitate mult mai strânsă cu familia Boletaceae în ordinul Boletales, iar alte ciuperci destul de distinctive, ca de exemplu Bovista, Calvatia și Lycoperdon cele de genul Typhula și chiar Fistulina hepatica s-au dovedit recent ca aferente ordinului Agaricales.

## Descriere
Structura cea mai complexă a basidio-carpului se întâlnește la ciupercile din ordinul "Agaricales", care au carpoforul format din pălărie și picior sau sunt sesile, prezentând în un caz (Fistulina hepatica) chiar tuburi.
- Corpul fructifer: Pălăria poate avea dimensiuni diferite, de la câțiva mm până la 50 cm, în raport de specie. Forma, culoarea, aspectul și marginea pălăriei constituie criterii care servesc la determinarea speciilor cu lamele. Piciorul acestor ciuperci au forme, dimensiuni și culori foarte variate. Inserția piciorului la pălărie poate fi diferită (centrală, marginală, excentrică). Unele specii au un corp fructifer sesil (fără picior). La unele soiuri, pălăria este acoperită de solzi, iar piciorul este învelit, parțial, de o volvă. Solzii de pe pălărie și volva provin dintr-o membrană denumită velum universale (văl universal). De asemenea, tija poartă nu rar un inel mai mult sau mai puțin bătător la ochi și o cortină pe marginea pălăriei, care provin dintr-o membrană denumită velum partiale (văl parțial). Inițial, această membrană protejează regiunea himenală. Pălăria este formată din cuticulă, carne (tramă) și regiunea himenală (himenofor). Cuticula are o structură diferită de cea a tramei, în raport de specie. Bovista, Calvatia și Lycoperdon formează o peridie (înveliș al corpului de fructificație la unele ciuperci)[12] dublă sau simplă.
- Regiunea himenală : Organizarea cea mai complexă a regiunii fertile (himenale) se întâlnește la ciupercile Agaricales. Regiunea himenală produce basidii cu  de obicei 4, mai rar 2 basidiospori care pârguiesc exogen. La majoritatea acestor ciuperci, formațiunile denumite „himenofori” se prezintă sub formă de lamele dispuse radiar cu o muchie și două fețe (dar și sub forma de pori, ca de exemplu la Fistulina hepatica) care realizează o suprafață fertilă mare. La majoritatea bureților evoluați, în regiunea fertilă se diferențiază un strat de celule, situat pe suprafața himenoforului, numit strat himenal, iar la  unele, această regiune fertilă este netedă. Mai departe poartă elemente sterile (cestoide).
- Carnea: este partea fundamentală a ciupercii și prezintă caractere morfologice (culoare, gust, miros, consistență și altele) importante pentru determinarea speciilor. Se găsesc în pălărie, dar și în picior, când acesta există.[3][4][13]

## Sistematică (selecție)
În următor sunt enumerate familii din ordinul Agaricales precum câteva genuri. Datorită mărimii ordinului, familiile au mai fost alocate în 6 clade Agaricoidae, Hygrophoroidae, Marasmioidae, Plicaturopsidoide, Pluteoidae și Tricholomatoidae.
| - Familia Agaricaceae L. (1753) - Agaricus - Bovista - Calvatia - Chlorophyllum - Coprinus - Crucibulum - Cyathus - Cystoderma - Cystolepiota - Lepiota - Leucoagaricus - Leucocoprinus - Lycoperdon - Macrolepiota - Melanophyllum - Nidularia - Sericeomyces - Familia Amanitaceae E.-J.Gilbert (1940) - Amanita - Amarrendia - Limacella - Familia Amylocorticiaceae Jülich (1981) - Amylocorticium - Ceraceomyces - Familia Bolbitiaceae Singer (1948) - Bolbitius - Conocybe - Panaeolus - Familia Broomeiaceae Zeller (1948) - Broomeia congregata - Familia Clavariaceae (Vaill.) L. (1753) - Clavaria - Mucronella - Familia Cortinariaceae (R.Heim) Pouzar (1983) - Cortinarius - Phaeocollybia - Protoglossum - Familia Crepidotaceae Fr. (1863) - Crepidotus - Neopaxillus - Ramicola - Simocybe - Familia Cyphellaceae Lotsy (1907) - Campanophyllum - Cyphella - Woldmaria - Familia Cystostereaceae Pouzar (1959) - Crustomyces - Cystostereum - Familia Entolomataceae Kotl. & Pouzar (1972) - Clitopilus - Entoloma - Entocybe etc. (total 7) | - Familie Fistulinaceae Lotsy (1907) - Fistulina - Porodisculus - Familia Gigaspermaceae B. Goffinet, O. Wickett și alții (2008) - Costesia - Gigaspermum - Familia Hemigasteraceae Gäum. & C.W.Dodge (1928) - Hemigaster - Familia Hydnangiaceae Gäum. & C.W.Dodge (1928) - Hydnangium - Laccaria - Familia Hygrophoraceae Lotsy (1907) - Cuphophyllus - Hygrocybe - Hygrophorus - Familia Hymenogastraceae Vittad. (1831) - Galerina - Hebeloma - Hymenogaster - Phaeocollybia - Psathyloma - Psilocybe - Familia Inocybaceae Jülich (1981) - Flammulaster - Inocybe - Tubaria - Familia Limnoperdaceae Gustavo Adolfo Escobar\|G.A. Escobar (1976) - Limnoperdon - Familia Lyophyllaceae Jülich (1981) - Asterophora - Calocybe - Lyophyllum - Tephrocybe - Termitomyces - Familia Marasmiaceae Roze) Kühner (1980) - Baeospora - Crinipellis - Gymnopus - Lentinula - Marasmiellus - Marasmius - Mycetinis - Rhodocollybia - Familia Mycenaceae Overeem (1926) - Hemimycena - Mycena - Panellus - Xeromphalina - Familia Niaceae Jülich (1981) - Halocyphina - Lachnella - Merismodes - Familia Phelloriniaceae Ulbr. (1951) - Phellorinia | - Familia Physalacriaceae Corner (1970) - Armillaria - Flammulina - Oudemansiella - Strobilurus - Familia Pleurotaceae Kühner (1980) - Hohenbuehelia - Pleurotus - Familia Pluteaceae Kotl. & Pouzar (1972) - Pluteus - Volvariella - Volvopluteus - Familia Psathyrellaceae Vilgalys, Moncalvo & Redhead (2001) - Coprinellus - Coprinopsis - Psathyrella - Lacrymaria - Familia Pterulaceae Corner (1970) - Allantula - Merulicium - Phyllotopsis - Pterula - Familia Schizophyllaceae Quél. (1888) - Auriculariopsis - Schizophyllum - Familia Stephanosporaceae Oberw. & E.Horak (1979) - Stephanospora - Familia Strophariaceae Singer & A.H.Sm. (1946) - Agrocybe - Gymnopilus - Hypholoma - Kuehneromyces - Pholiota - Stropharia - Familia Tapinellaceae C.Hahn (1999) - Pseudomerulius - Tapinella - Familia Tricholomataceae (R.Heim) Pouzar (1983) - Clitocybe - Collybia - Lepista - Leucocortinarius - Leucopaxillus - Melanoleuca - Omphalina - Pseudoclitocybe - Tricholoma - Tricholomopsis - Familia Typhulaceae Jülich (1981) - Macrotyphula - Pistillaria - Pistillina - Sclerotium - Typhula |

## Genuri nealocate
Mai multe genuri n-au putut fi alocate până în prezent (2019) și sunt, cum se spune, incertae sedis: Brunneocorticium  Sheng H.Wu (2007) , Cheilophlebium  Opiz & Gintl (1856) , Cleistocybe  Ammirati, A.D.Parker & Matheny (2007) , Cribrospora  Pacioni & P.Fantini (2000) , Disporotrichum (teleomorfă, anamorfotică și halomorfă) Stalpers (1984) , Hemistropharia Jacobsson & E. Larss. (2007) , Mesophelliopsis  Bat. & A.F.Vital (1957) , Panaeolina  Maire (1933) , Panaeolus  (Fr.) Quél. (1872) , Phlebophyllum  R.Heim (1969) , Plicatura  Peck (1872) , Sedecula  Zeller (1941) , Setchelliogaster  Pouzar (1958)  și Trichocybe Vizzini (2010) .

## Familii ale ordinului în imagini (selecție)

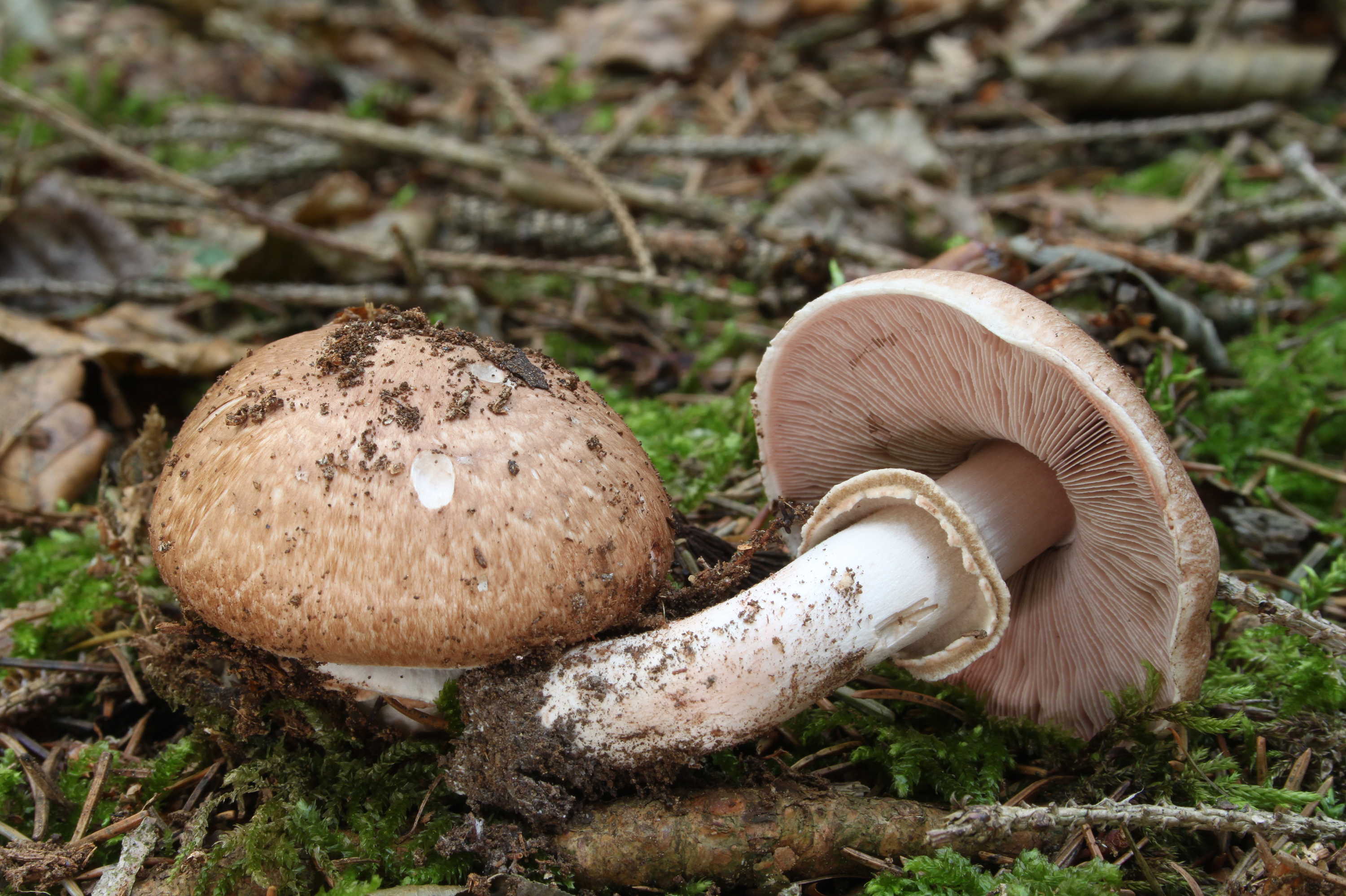
Agaricus silvaticus (Agaricaceae)
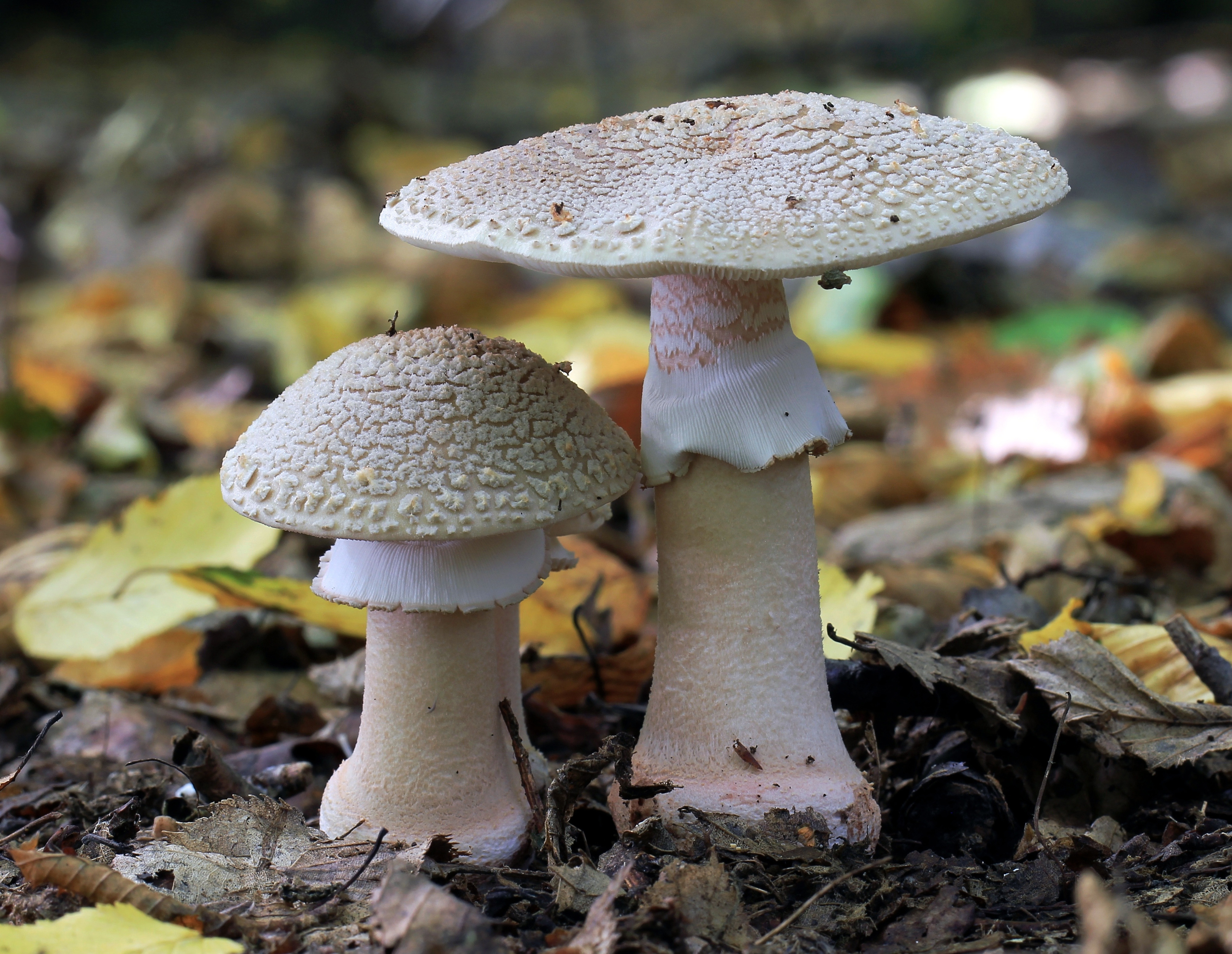
Amanita rubescens (Amanitaceae)
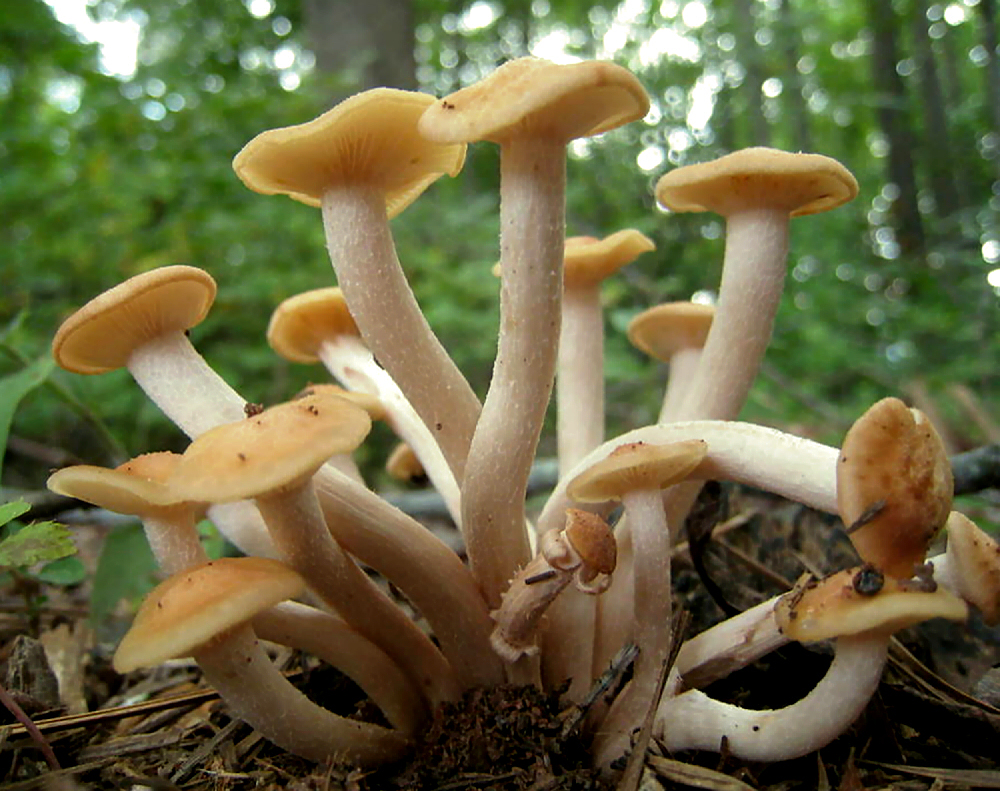
Armillaria tabescens (Physalacriaceae)
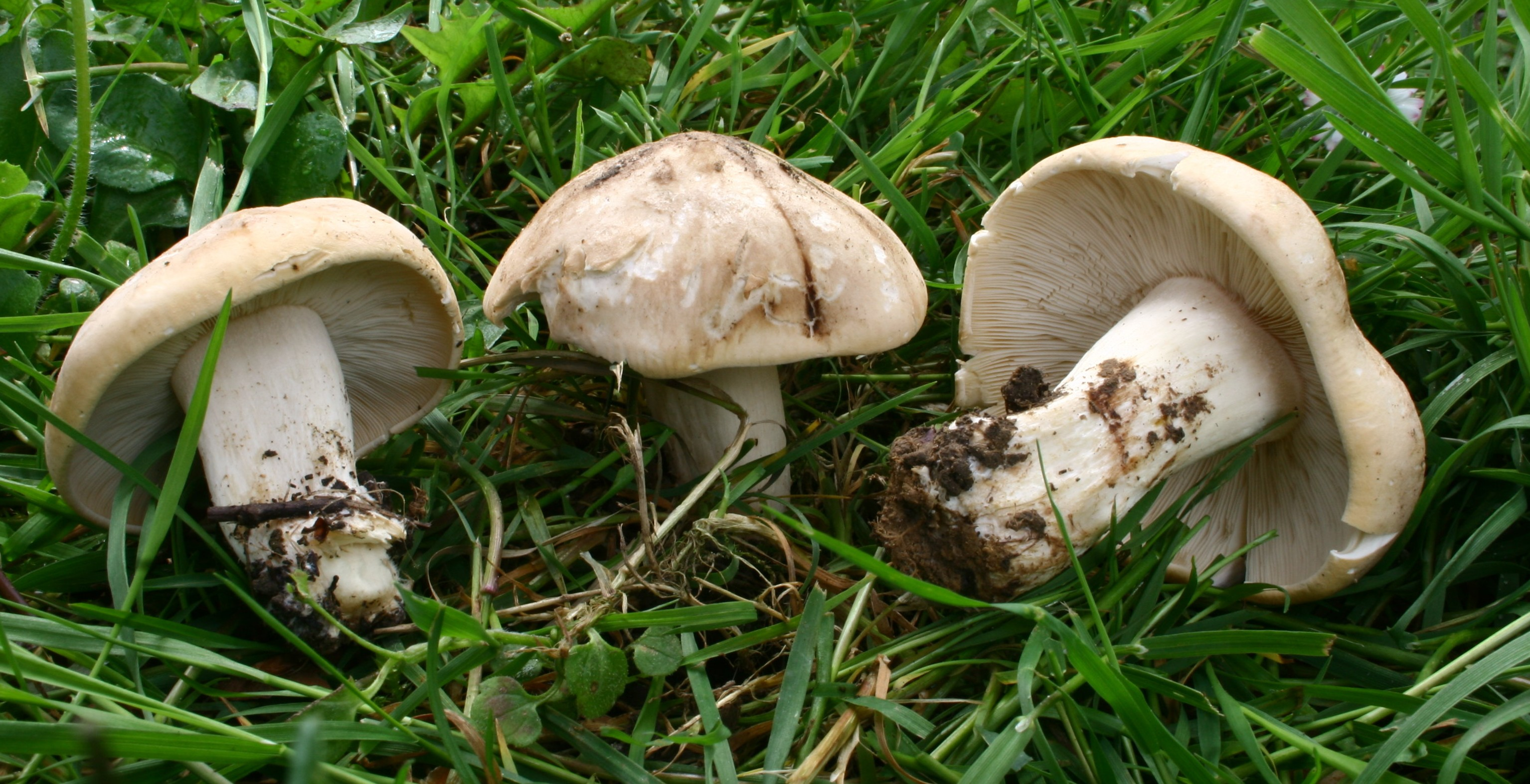
Calocybe gambosa (Lyophyllaceae)
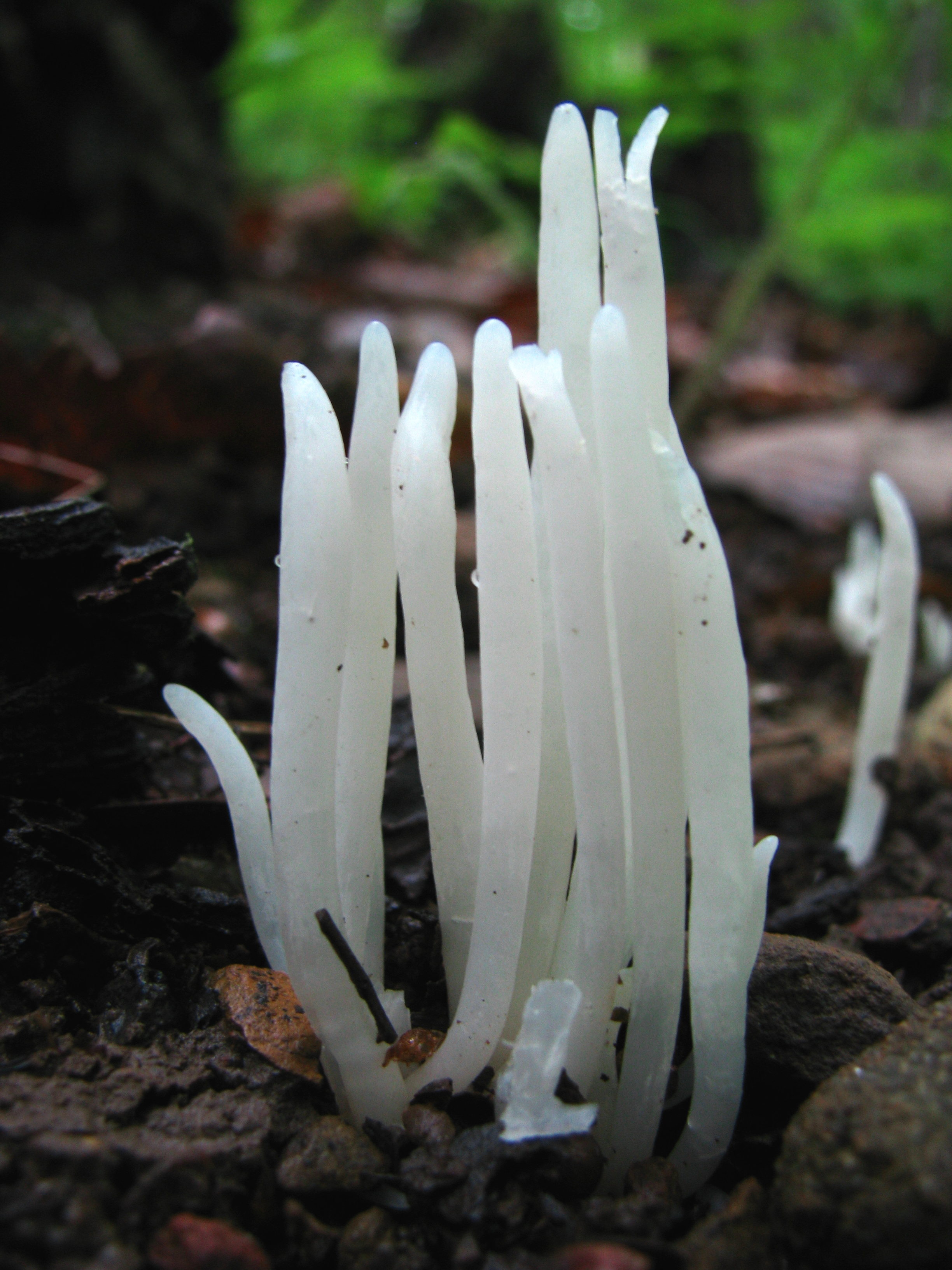
Clavaria fragilis (Clavariaceae)
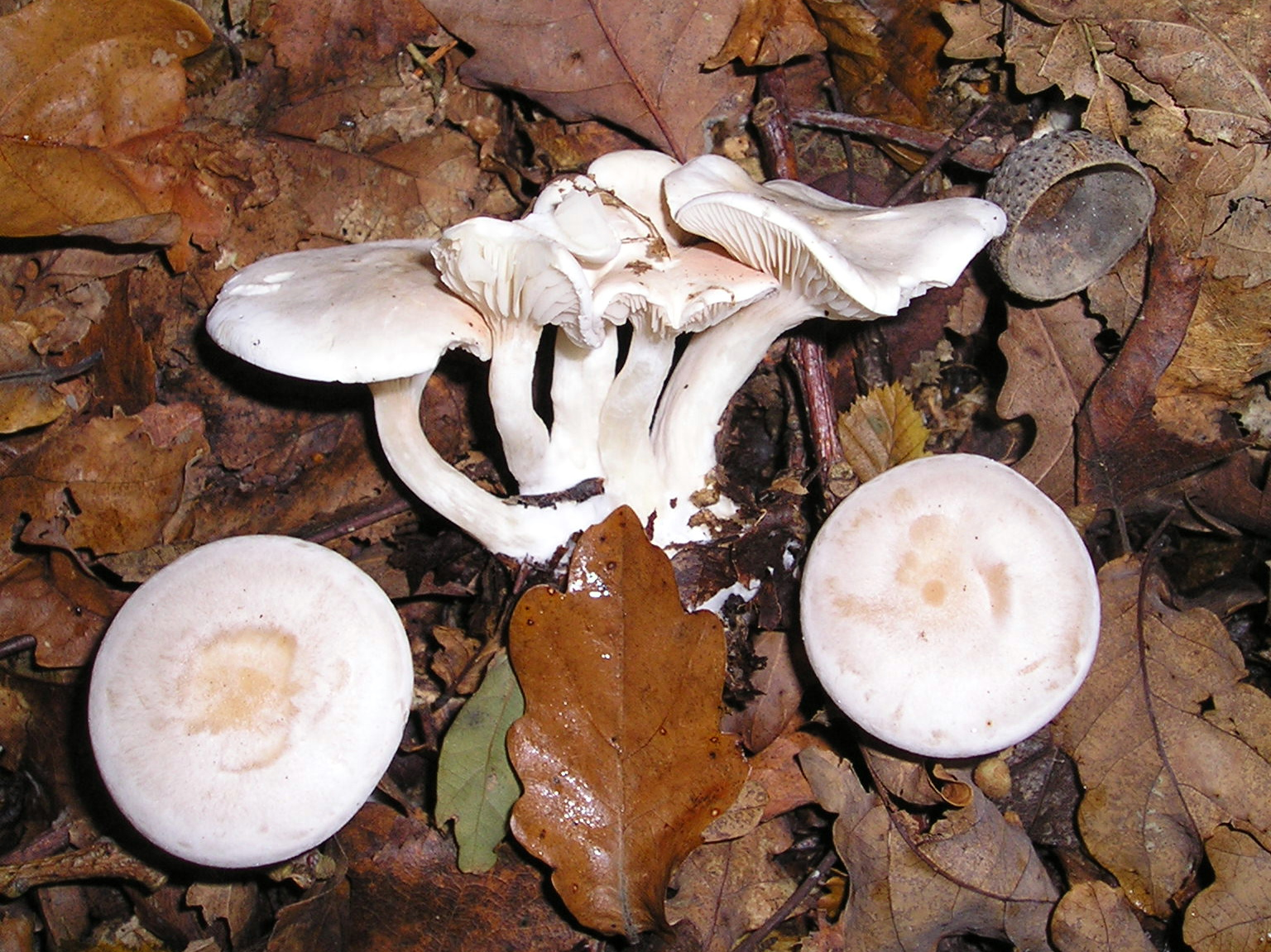
Clitocybe phyllophila (Tricholomataceae)
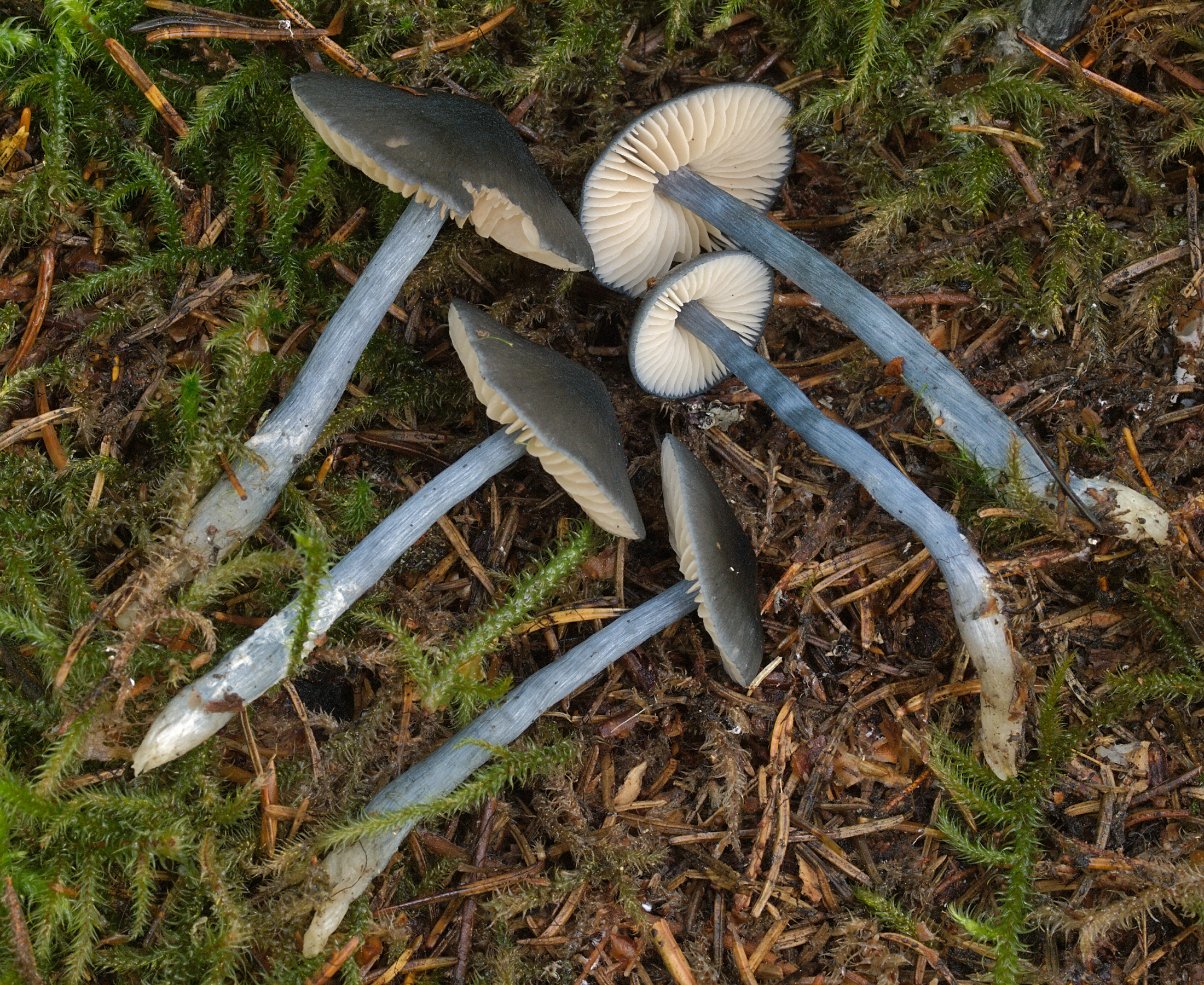
Entoloma nitidum (Entolomataceae)
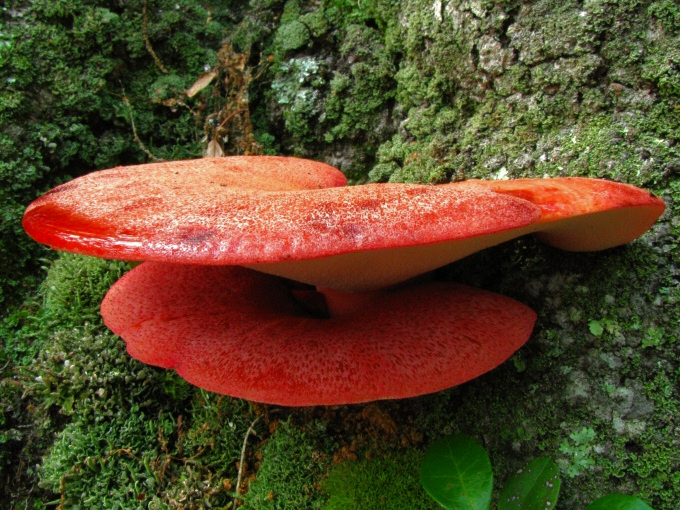
Fistulina hepatica (Fistulinaceae)

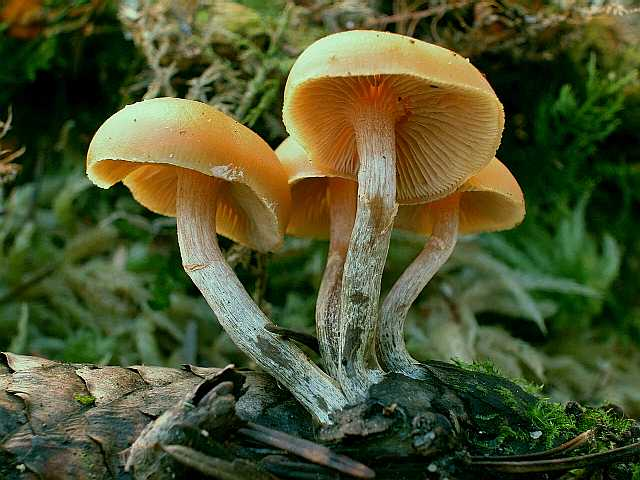
Galerina marginata (Hymenogastraceae)
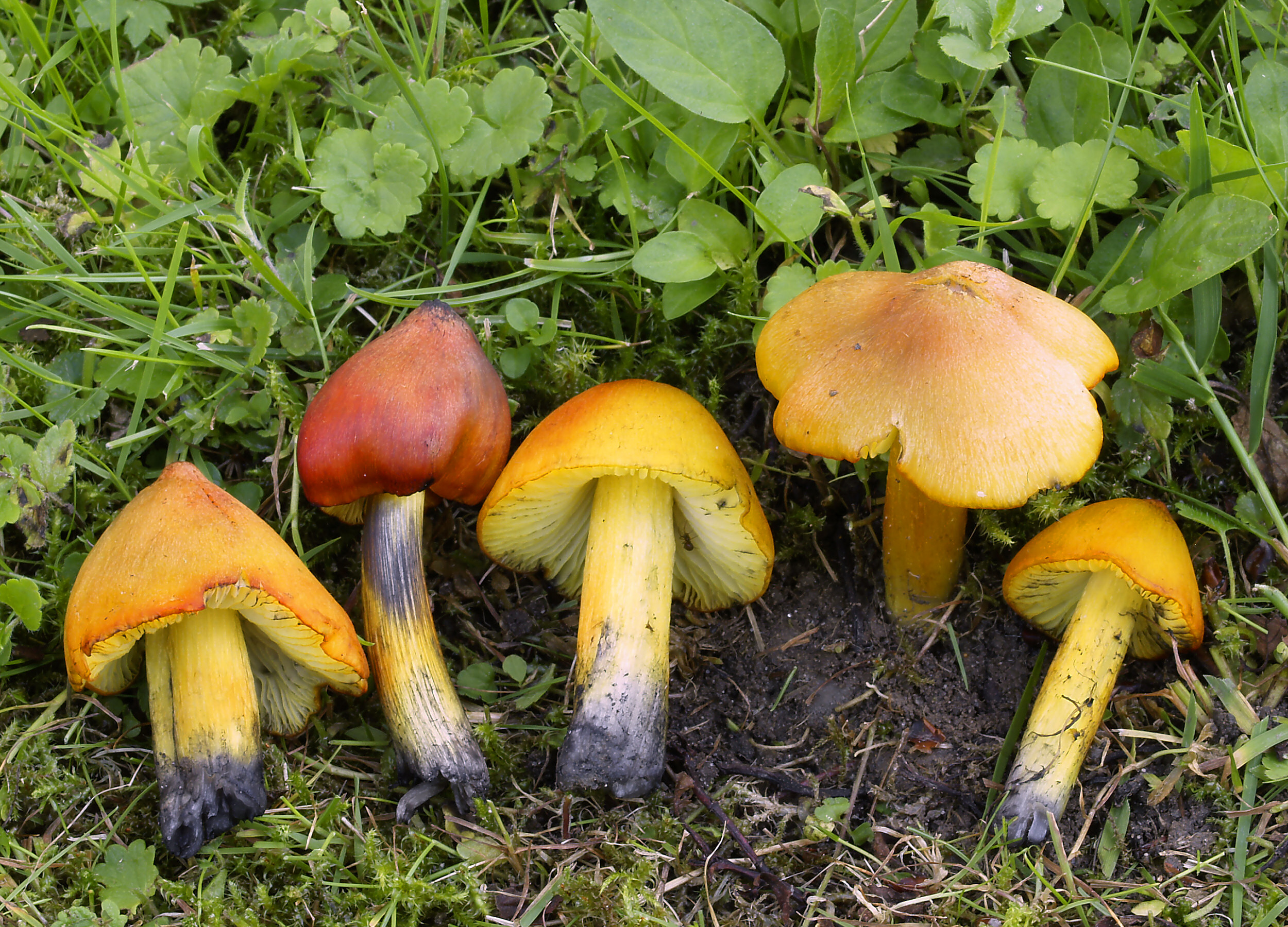
Hygrocybe conica (Hygrophoraceae)
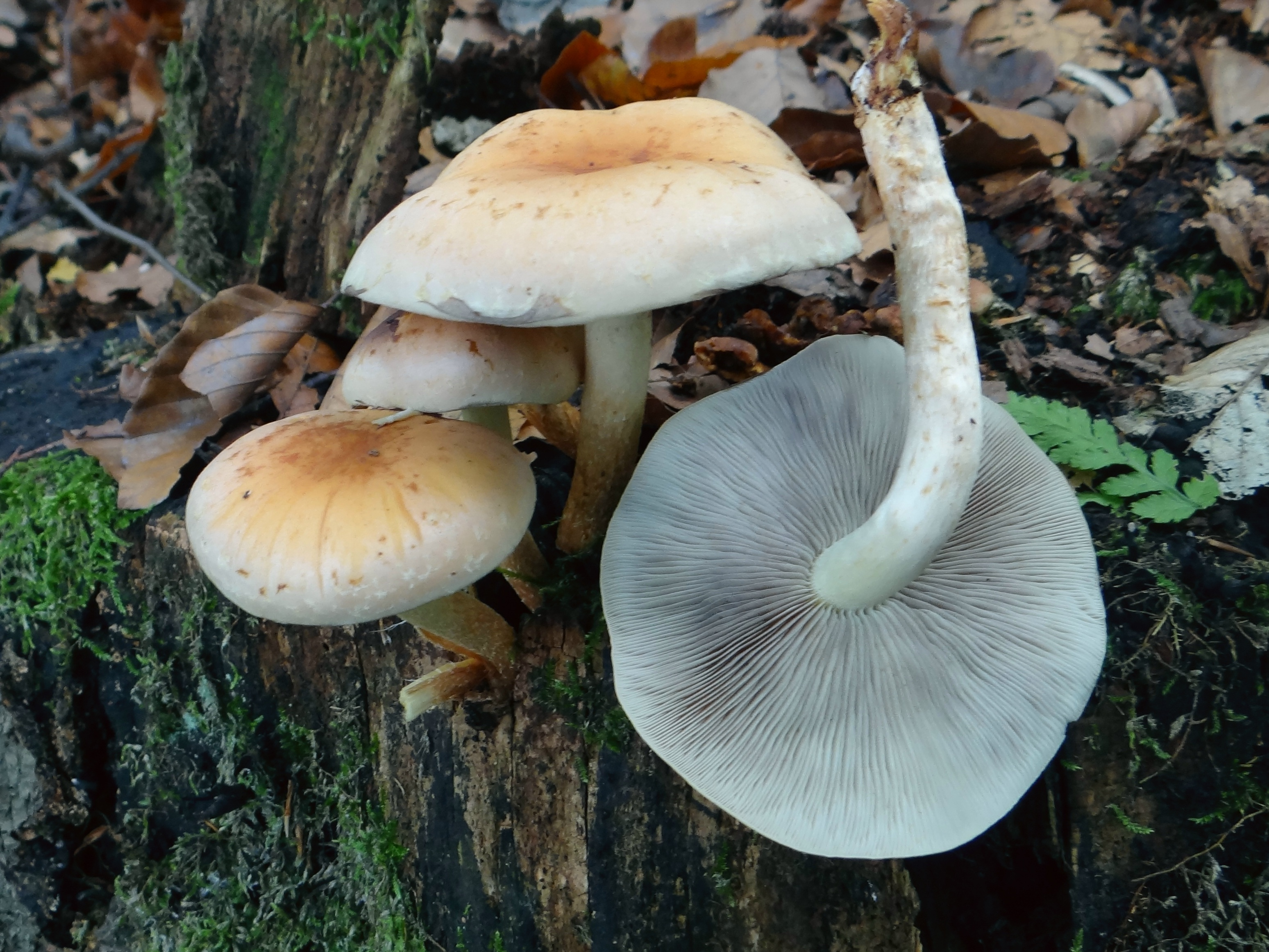
Hypholoma capnoides (Strophariaceae)
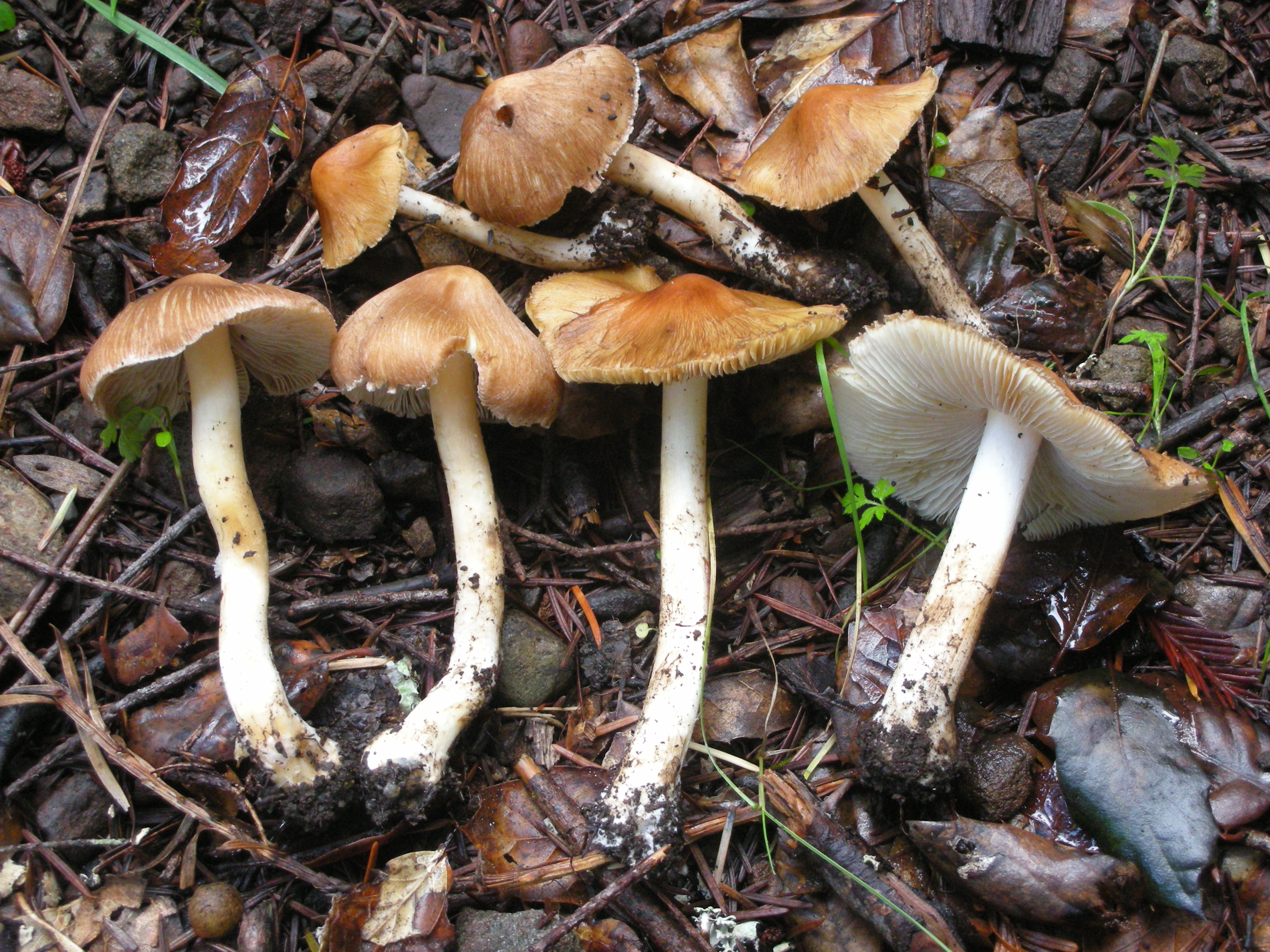
Inocybe rimosa (Inocybaceae)
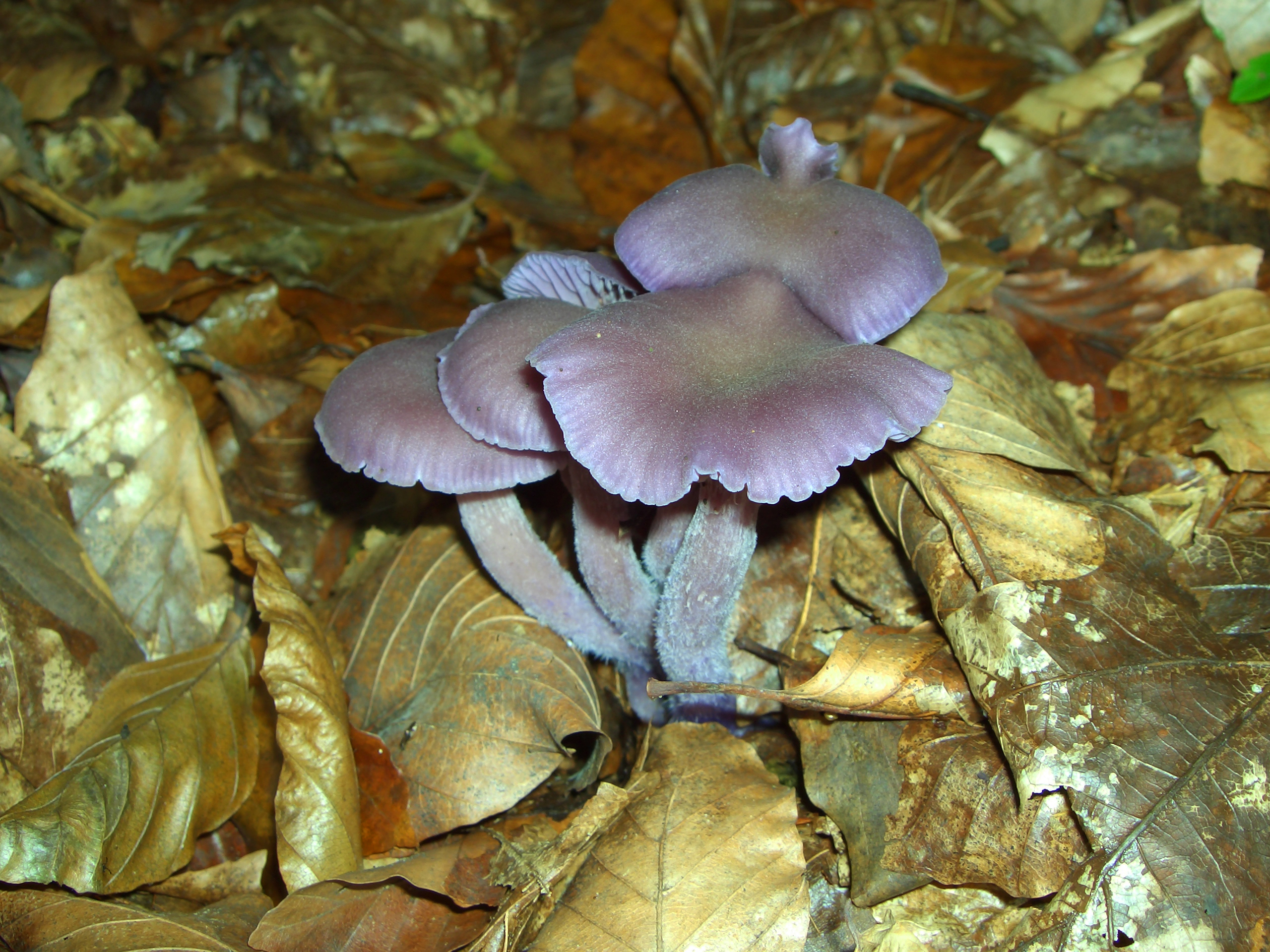
Laccaria amethystina (Hydnangiaceae)
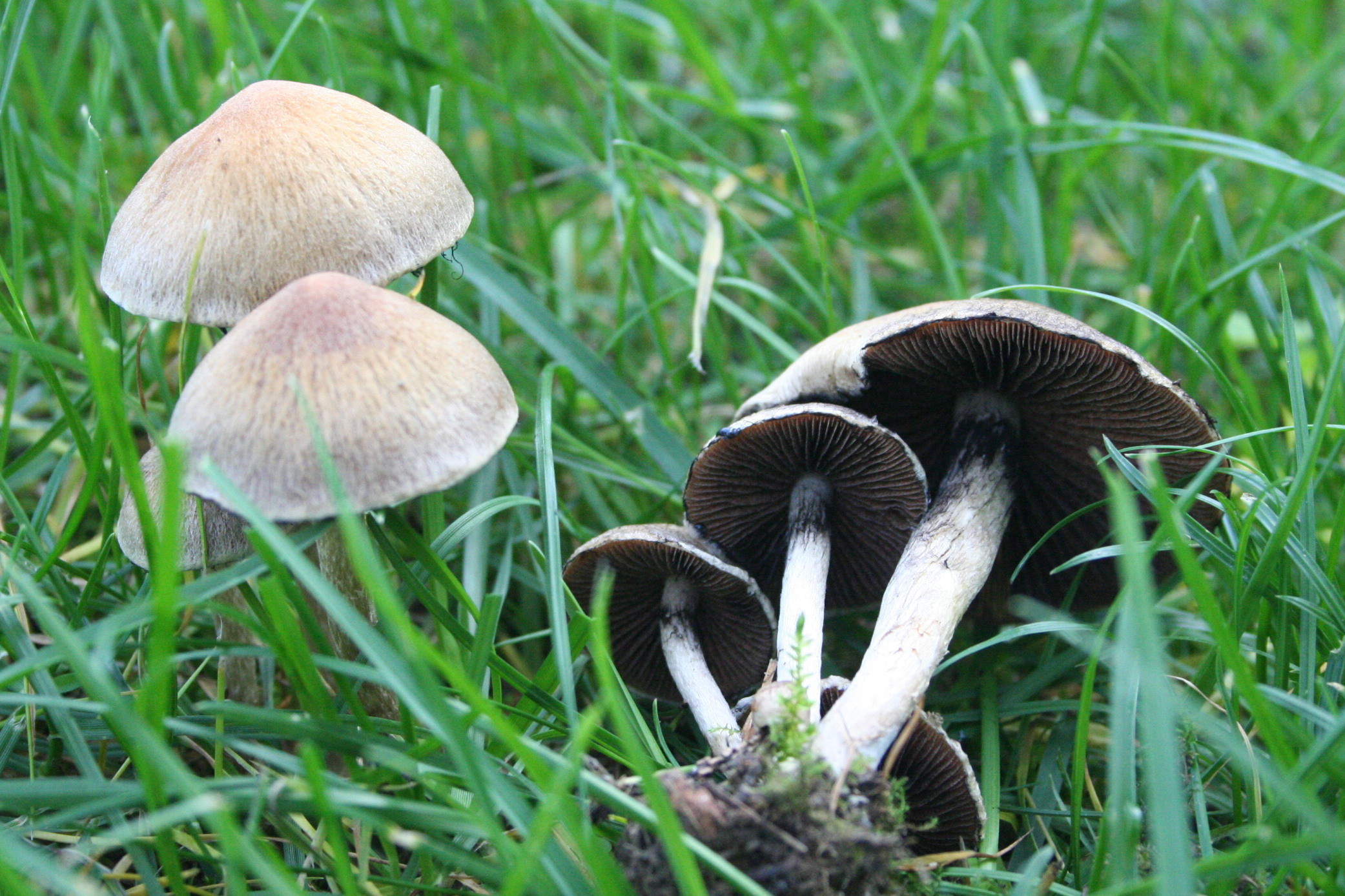
Lacrymaria lacrymabunda (Psathyrellaceae)
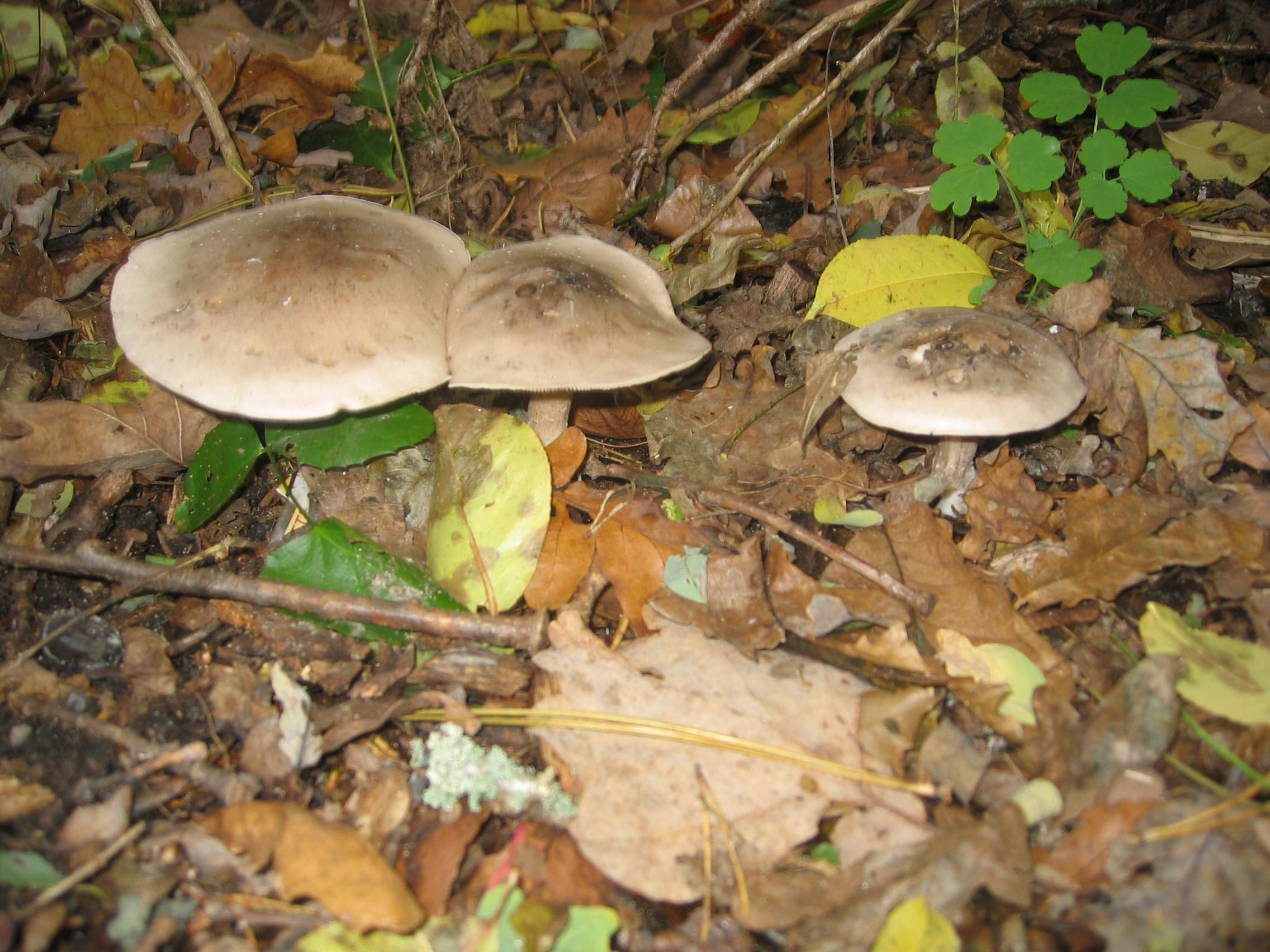
Lepista irina

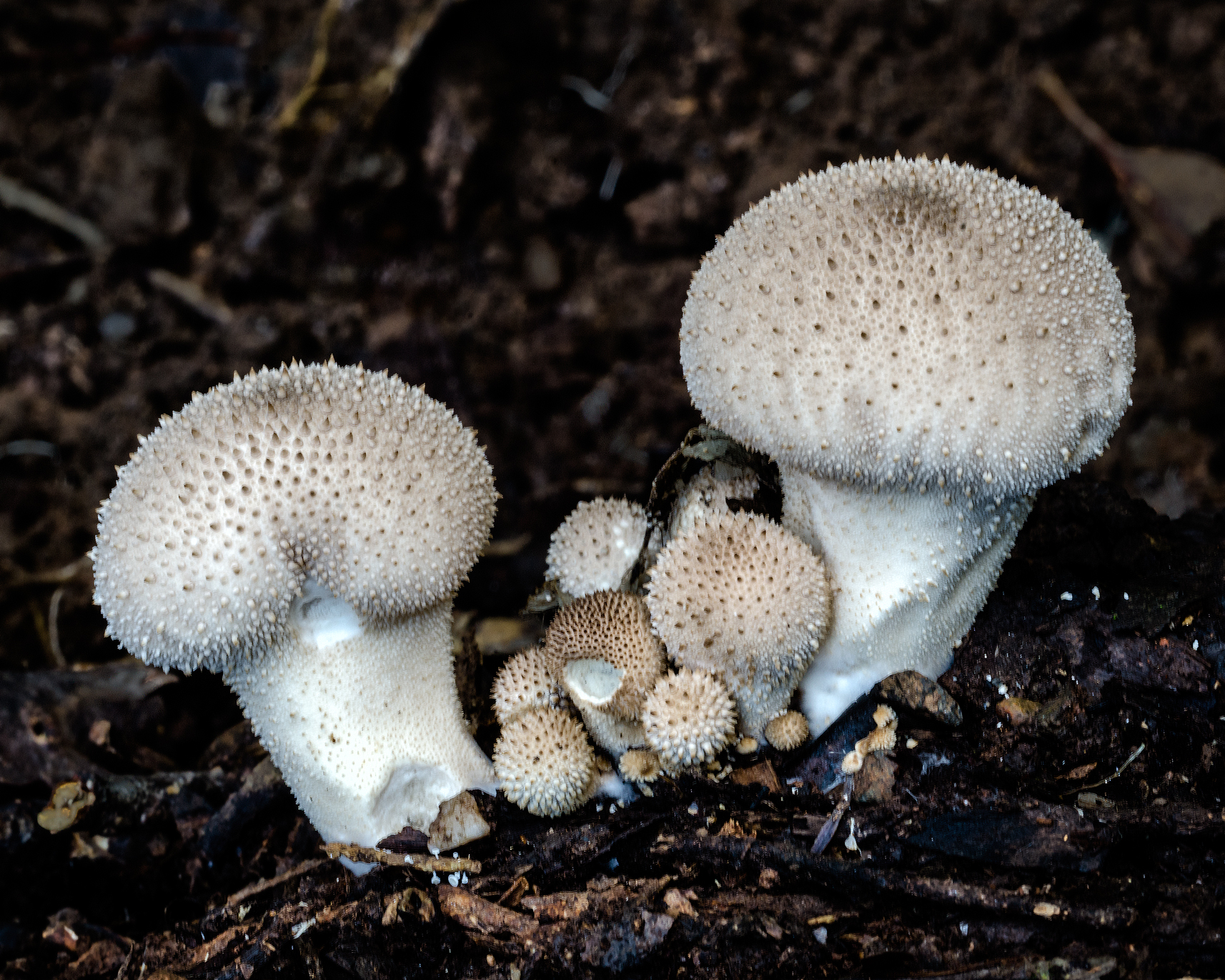
Lycoperdon perlatum (Agaricaceae)
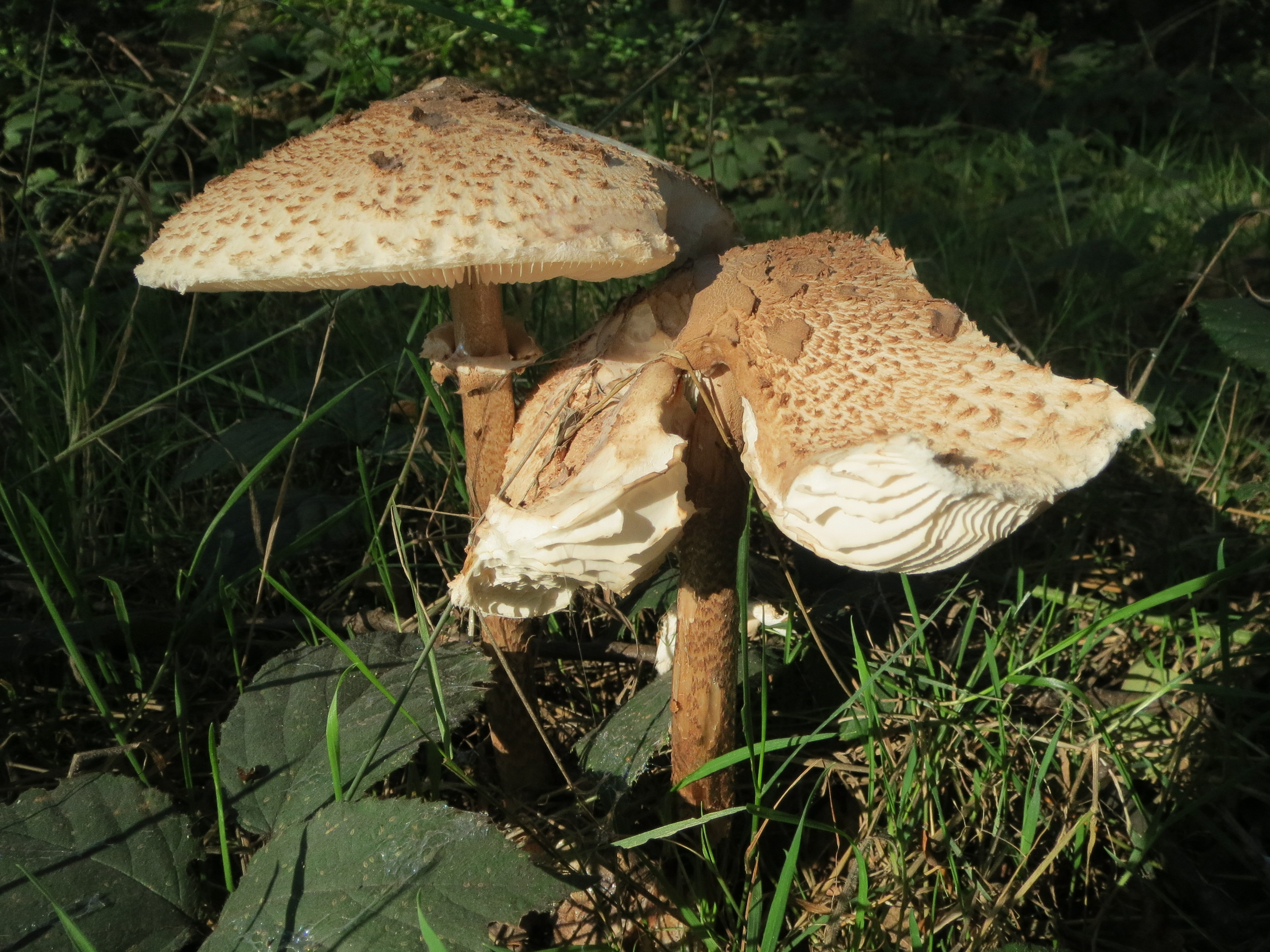
Macrolepiota procera (Agaricaceae)
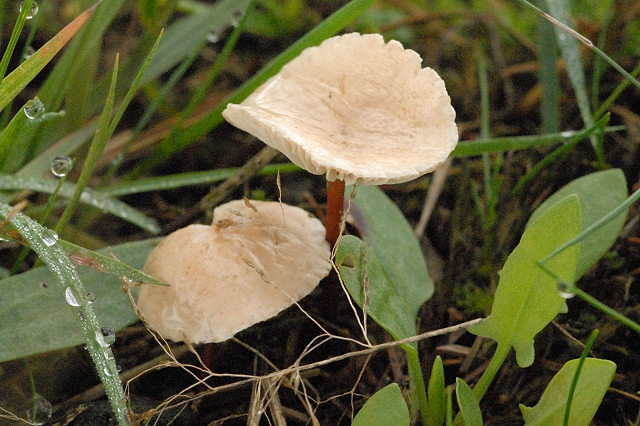
Marasmius scorodonius (Marasmiaceae)
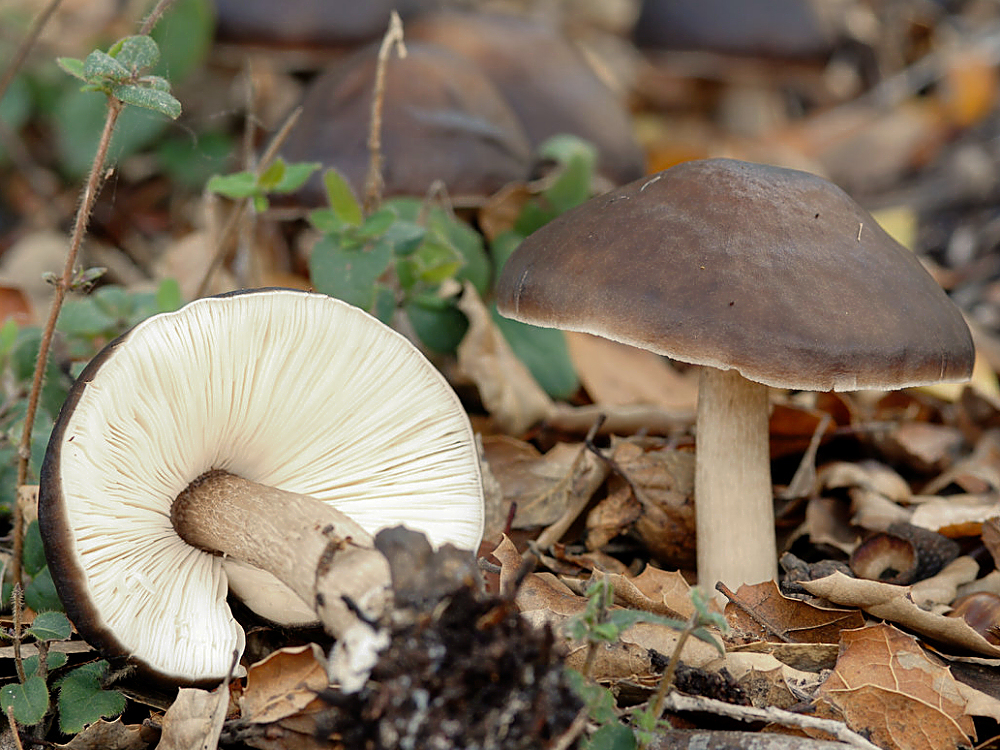
Pluteus cervinus (Pluteaceae)
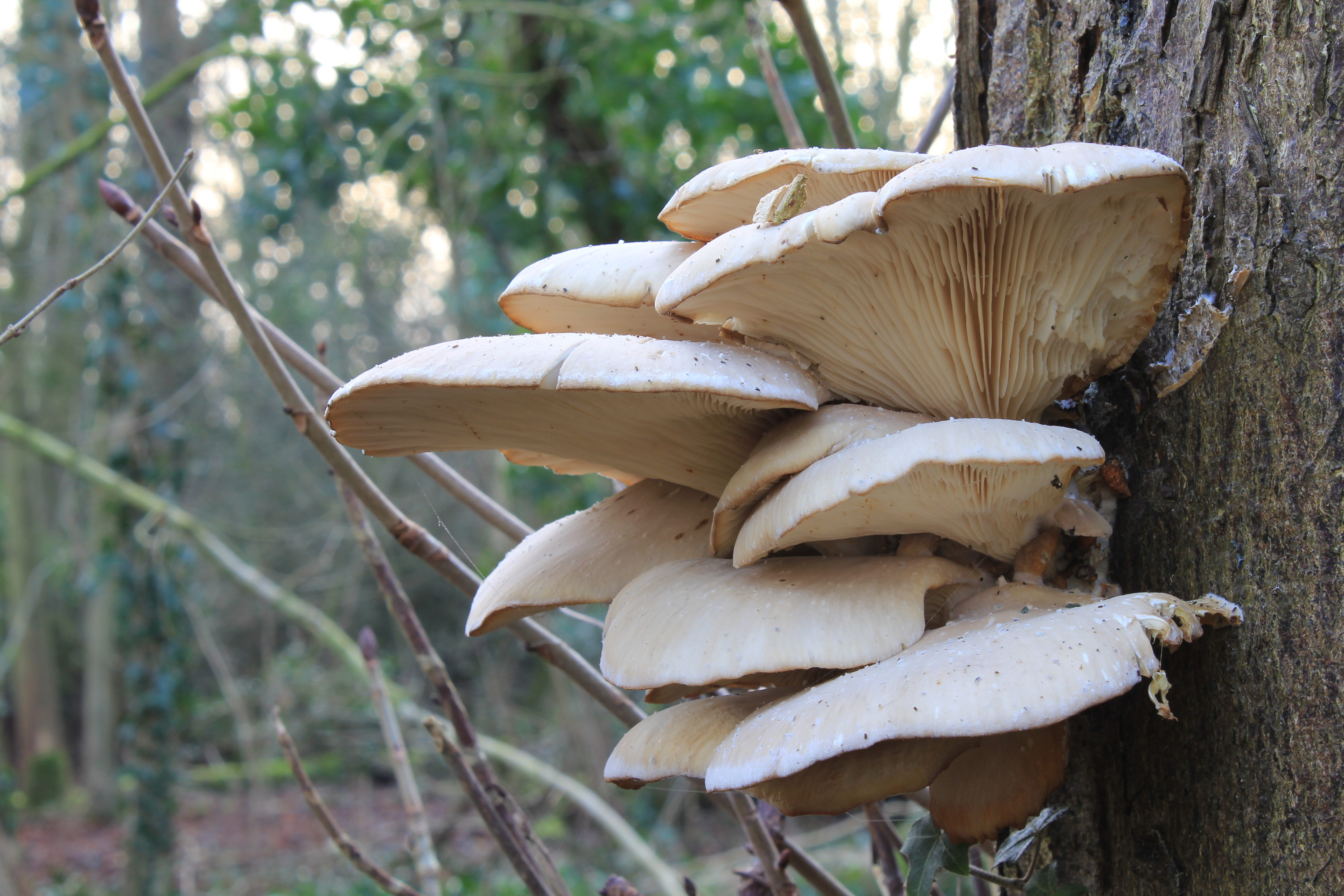
Pleurotus cornucopiae (Pleurotaceae)
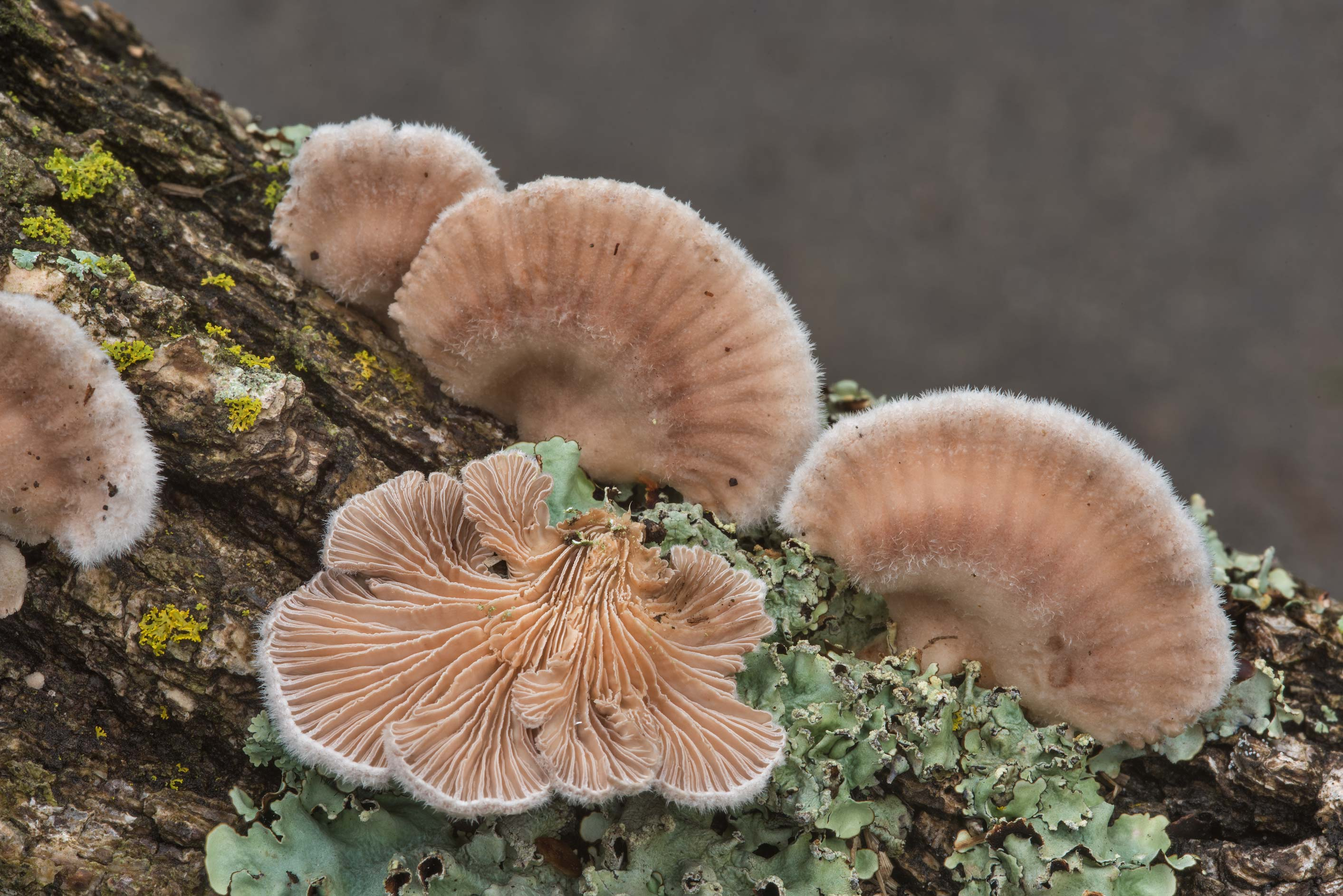
Schizophyllum commune (Schizophyllaceae)

## Bibiliografie
- Marcel Bon: “Pareys Buch der Pilze”, Editura Kosmos, Halberstadt 2012, ISBN 978-3-440-13447-4
- Rose Marie Dähncke: „1200 Pilze in Farbfotos”, Editura AT Verlag, Aarau 2004, ISBN 3-8289-1619-8
- Ernst Albert Gäumann: „Vergleichende Morphologie der Pilze”, Editura Gustav Fischer, Jena 1926
- J. E. și M. Lange: „BLV Bestimmungsbuch - Pilze”, Editura BLV Verlagsgesellschaft, München, Berna Viena 1977, ISBN 3-405-11568-2
- Hans E. Laux: „Der große Pilzführer, Editura Kosmos, Halberstadt 2001, ISBN 978-3-440-14530-2
- Till E. Lohmeyer & Ute Künkele: „Pilze – bestimmen und sammeln”, Editura Parragon Books Ltd., Bath 2014, ISBN 978-1-4454-8404-4
- Meinhard Michael Moser: „Röhrlinge und Blätterpilze - Kleine Kryptogamenflora Mitteleuropas”, ediția a 5-ea, vol. 2, Editura Gustav Fischer, Stuttgart 1983
- Linus Zeitlmayr: „Knaurs Pilzbuch”, Editura Droemer Knaur, München-Zürich 1976, ISBN 3-426-00312-0